# Jon Ulrik Ekmarck
Jon Ulrik Ekmarck, född 16 april 1794 i Strängnäs, död 6 december 1830 i Uppsala, var en svensk historiker och sångtextförfattare. Han var bror till Carl Erik Ekmarck och Lars August Ekmarck.
Ekmarck blev vid tjugo års ålder student vid Uppsala universitet och promoverades till filosofie magister där 1824. År 1827 kallades han av Geijer till docent i fäderneslandets historia, men hade innehaft denna befattning blott i tre år, när han avled 1830. 
Hans smärre skrifter, utgivna efter hans död 1837, innehåller förutom en mängd översättningar och excerpter ur andra författare följande originaluppsatser: Historiens bestämmelse, Folkvandringarna och Föreläsningar öfver påfven Gregorius VI (hållna i Uppsala 1829). Ekmarck han även skrivit Nya kyrkan eller förstånd och tro i förbund 1819 samt översatt Handbok uti europeiska statssystemets och dess koloniers historia av Arnold Hermann Ludwig Heeren jämte flera skrifter av samma författare.
Ekmarck var ogift.